# 쿠르반 베르디예프
쿠르반 베키예비치 베르디예프(러시아어: Курбан Бекиевич Бердыев, 투르크멘어: Gurban Bekiýewiç Berdiýew, 1952년 8월 25일 ~ )는 투르크메니스탄의 전직 축구 선수이자 현직 축구 지도자로 현재 아제르바이잔 프리미어리그의 투란 토부스의 감독직을 맡고 있다.

## 선수 시절
1971년 코페르다그 아시가바트에서 프로에 데뷔하여 1985년 은퇴할 때까지 14년간 FC 카이라트, SKA 로스토프나도누, FC 로스토프 등에서 현역으로 활동했고 이 중 1971년부터 1977년까지 코페르다그 아시가바트, 1981년부터 1985년까지 FC 로스토프에서 개인 커리어 최다 출장수를 기록했다.

## 지도자 경력
선수 은퇴 후 1986년 FC 타라즈의 감독으로 본격적인 지도자 커리어를 시작한 뒤 1992년 카자흐스탄 프리미어리그 챔피언십 라운드 진출과 2회 연속 카자흐스탄컵 준우승(1992, 1993) 등을 이끌었다.
그리고 1997년부터 1999년까지 니사 아시가바트의 사령탑으로 재직하며 1998-99 요카리 리가 우승 및 1997-98 시즌 리그 3위, 1998년 투르크메니스탄컵 우승 등을 이끈 뒤 2001년부터 2013년까지 12년동안 루빈 카잔의 사령탑을 맡으며 2002 시즌 러시아 퍼스트 리그 우승, 러시아 프리미어리그 2회 우승(2008, 2009) 및 2번의 리그 3위(2003, 2010), 2009 시즌 러시아 컵 준우승, 2011-12 시즌 러시아 컵 우승, 2012-13년 UEFA 유로파리그 8강 진출, 러시아 슈퍼컵 2회 우승 및 1회 준우승 등의 눈부신 성과들을 이끌어냈다.
그 후 2014년부터 2017년까지 친정팀인 FC 로스토프의 감독 겸 부회장을 역임하면서 2015-16 시즌 러시아 프리미어리그 준우승을 이끌었고 2016-17년 UEFA 유로파리그에서는 구단 역사상 첫 유럽 클럽 대항전 16강 진출의 업적을 이끈 뒤 2017년 루빈 카잔의 감독으로 복귀하여 2018-19 시즌까지 2시즌동안 팀을 이끌었다.
그리고 2021 시즌을 앞두고 친정팀인 FC 카이라트의 사령탑으로 복귀하여 2022 시즌 중반까지 역임하며 2021 시즌 카자흐스탄 프리미어리그 3위, 2021 시즌 카자흐스탄컵 우승을 이끈 뒤 2022년 6월 페르시안 걸프 프로리그의 트락토르 SC의 감독으로 부임했지만 11경기 4승 3무 4패의 초라한 성적의 책임을 지고 5개월만인 11월 24일에 물러났다.
그로부터 3일 후 PFC 소치의 감독 부임을 통해 러시아 리그로 복귀했으나 5경기 2승 3패에 그치며 2022-23 시즌 종료 2개월을 앞두고 경질되었으며 그 뒤 2023-24 시즌을 앞두고 러시아 퍼스트 리그의 디나모 마하치칼라의 사령탑으로 선임되어 팀의 리그 준우승 및 차기 시즌 러시아 프리미어리그 승격을 이끌었다.

## 수상

### 클럽 (지도자)
FC 타라즈
- 카자흐스탄컵 : 준우승 (1992, 1993)

니사 아시가바트
- 요카리 리가 : 우승 (1998-99), 3위 (1997-98)
- 투르크메니스탄컵 : 우승 (1998)

 루빈 카잔
- 러시아 프리미어리그 : 우승 (2008, 2009), 3위 (2003, 2010)
- 러시아 퍼스트 리그 : 우승 (2002)
- 러시아 컵 : 우승 (2011-12), 준우승 (2009)
- 러시아 슈퍼컵 : 우승 (2010, 2012), 준우승 (2009)

 FC 로스토프
- 러시아 프리미어리그 : 준우승 (2015-16)

 FC 카이라트
- 카자흐스탄 프리미어리그 : 3위 (2021)
- 카자흐스탄컵 : 우승 (2021)

 디나모 마하치칼라
- 러시아 퍼스트 리그 : 준우승 (2023-24)